# Mohamed Adam Rassil
Mohamed Adem Rassil ou Mohamed Adem Racil, né le 3 février 1998 à Nabeul, est un basketteur tunisien.

## Carrière
Il remporte le championnat d'Afrique 2017 contre le Nigeria (77-65). Il dispute l'AfroCan 2019 au Mali et prend la septième place avec l'équipe de Tunisie.
En août 2021, il signe un contrat de deux ans avec l'Union sportive monastirienne. Il participe avec l'Union sportive monastirienne à la première phase de la Ligue africaine 2022.

## Clubs
- 2014-2018 : Association sportive d'Hammamet
- 2018-2021 : Étoile sportive du Sahel
- 2021-2022 : Union sportive monastirienne
- depuis 2022 : Étoile sportive du Sahel

## Palmarès

### Clubs
- Champion de Tunisie : 2022
- Coupe de Tunisie : 2022
- Coupe de la Fédération : 2023
- Médaille d'or à la Ligue africaine 2022 ( Rwanda)

### Sélection nationale
- Médaille d'or au championnat d'Afrique 2017 (Tunisie)

## Distinctions personnelles
- Meilleure révélation du championnat de Tunisie lors de la saison 2016-2017